# Antoine Fourquet (missioner)
Antoine Fourquet (Eus, 6 de març del 1872 - Montbeton, 18 de febrer del 1952) va ser un religiós nord-català, missioner a la Xina des del 1896. Fou bisbe del 1915 al 1946, i arquebisbe del 1946 a 1948, a la diòcesi de Guǎngzhōu (nom xinès de Canton).

## Biografia

### Anys de formació
Fill d'un pagès, estudià al Seminari Menor de Prada de Conflent abans de fer-ho al de Perpinyà. El 29 de gener del 1892 ingressà a la Congregació de les Missions Estrangeres de París. Fou ordenat sacerdot el 29 de febrer del 1896. Destinat a la Xina, i com era tradicional a la Congregació, el dia de la seva partença pronuncià i signà al peu de l'altar de la capella de l'orde el seu compromís personal; un acte com aquest va ser immortalitzat per Charles-Louis de Frédy de Coubertin en la pintura del 1868 Le départ des missionnaires.

### Anys de missió
S'embarcà a Marsella en un viatge que el portà a la Xina via el canal de Suez. El 8 d'abril del 1896 arribà a la missió de la prefectura de Guangdong. Emprengué la primera tasca del missioner, aprendre la llengua local, 
| «                                             | de s'appliquer à les posséder à fond, à les parler avec correction et facilité | » |
| — article 158 del Règlement des missionnaires |                                                                                |   |

 a fi de poder confessar i predicar la Paraula. També hagué d'iniciar-se en els costums, la moral i la mentalitat xineses, i d'emmotllar-se a la seva forma de vestir: monsenyor Jarrau deixà una descripció pintoresca d'un jove Fourquet amb un barret on hom havia fixat una trena impecable, botes de mandarí, un vestit obert als costats, una capa amb llargues mànigues i agafant cada matí "la cadira de mans, l'únic transport per qui es respectés i volgués ser respectat".
Fou enviat aleshores al districte muntanyenc de Tungken (?) entre Guangzhou i Hong Kong, en el curs del Riu de les Perles on bastí esglésies, evangelitzà i va tenir cura dels malalts. Formà catequistes xinesos i va tenir la pensada de reclutar i instruir els "batedors de ferro", venedors i calderes ambulants que, en el decurs dels seus viatges, presentessin a grans línies el cristianisme a les poblacions locals, preparant el terreny per a la vinguda del missioner; i que en tornar dels seus viatges retien informes orals al mossèn que li permetien d'elaborar llistes de pobles favorables o desfavorables, i de famílies receptives o no a l'evangelització. El 1898 la diòcesi patí la massacre del pare Henri Chanès i de molts cristians autòctons, prova que la vida de missioners i cristians a la Xina podia ser molt perillosa. Després dels tres anys de provació, Fourquet fou admès el 1899 definitivament a la Société des Missions Etrangères en 1899. El 29 de setembre escrivia una carta als rossellonesos demanant donatius per construir una nova església, escrit que aparegué al número 50 de la Semaine religieuse du diocèse de Perpignan.
El 1900 esclatà la insurreccío dels Boxers. Retornà a Guangzhou i s'embarcà com a traductor en una canonera francesa que patrullava el delta del Riu de les Perles. Va ser traslladat al districte de Shan-sueng (?) on continuà bastint esglésies i evangelitzant. En col·laboració amb la germana Angélina i el pare Fleureau fundà una congregació de catequistes xineses a Guangzhou, les Germanes de la Immaculada Concepció de Canton. El bisbe Mérel el nomenà el 1907 procurador (tresorer) de la missió de Guangzhou, i el feu conseller seu. Esdevingué administrador dels Sam Yun (tres hospitals d'avis, sord-muts i cecs) i continuà amb les seves fundacions. La revolució xinesa del 1911 portà la proclamació de la llibertat de cultes; en tant que sotsprefecte, Fourquet invità Sun Yat-sen, primer president de la República xinesa a la catedral de Guangzhou i el feu assistir a un Te Deum.

### Anys de responsabilitats
En dimitir monsenyor Mérel el 1915, nomenà Antoni Fourquet responsable de la Missió i el feu responsable interí de les funcions episcopals. El nord-català fundà l'Acadèmia del Sant Esperit, dedicada a l'educació de les joves de l'alta societat cantonesa. El 19 de febrer del 1918 va ser nomenat vicari apostòlic de De Guébriant, i aquest confirmà el pare Fourquet en les seves funcions de coadjutor; elegit Superior General de les Missions Estrangeres el març del 1921, De Guébriant feu nomenar Fourquet vicari apostòlic de Guangzhou el 19 de febrer del 1923, amb el títol de bisbe in partibus de Themisonium el 24; va ser consagrat pel vicari apostòlic de Hong Kong, Pozzoni, el 16 de setembre a la catedral de Guangzhou. El bisbe Fourquet formà un clergat nadiu, va tenir com a coadjutor el bisbe Bonifaci Yang, i denuncià els "sentiments de gelosia" que la promoció del clergat xinès causava en alguns missioners occidentals; digué en una carta que els missioners "apreciaven els preveres indígenes a condició que romanguessin subalterns explotables a voluntat".
La guerra civil que devastà el país al llarg de cinc anys (1923-1928) veié la marxa de nombrosos cristians xinesos, fos a combatre o fos cap a l'exili, privant el bisbe de suport autòcton. Malgrat tot, monsenyor Fourquet continuà la seva tasca d'evangelització, i hom calcula que una mitjana de 8.000 persones eren batejades anualment a la diòcesi. Durant la guerra sinojaponesa (1937-1945), l'exèrcit nipó ocupà Guangzhou l'octubre del 1938. Sota les dures condicions d'aquesta ocupació, el bisbe reeixí a mantenir en funcionament els diversos centres diocesans, especialment els hospitals i els asils, de manera que acabada la guerra el govern xinès decidí premiar el coratge i l'abnegació d'Antoni Fourquet amb la condecoració de l'Espiga d'Or. Per la seva banda, el Vaticà el recompensà nomenant-lo l'octubre de 1946 arquebisbe de Canton.
Fatigat i envellit després del turbulent mig segle passat a la Xina, Fourquet dimití l'11 de desembre del 1947, i de forma honorífica fou fet arquebisbe titular de Cangra. La ciutat de Guangzhou el nomenà "Ciutadà d'Honor" i li donà una clau d'or i una altra d'argent en reconeixement de la seva tasca durant l'ocupació japonesa, quan el bisbe s'havia fet càrrec de totes les obres de beneficència de la ciutat.

### Tornada a Europa
Arribà a França l'1 d'abril del 1948, i el 22 d'agost ja celebrà missa a Font-romeu, demanant els fidels que ajudessin les missions de la Xina. El 12 de setembre concelebrà al monestir de Sant Miquel de Cuixà. Ingressà a la residència de jubilats de les Missions Estrangeres de Montbeton, vora Montauban, el 27 de juny del 1949, i hi morí el 1952. El 28 de febrer fou enterrat a Eus, a l'església de dalt, on havia estat batejat quasi vuitanta anys abans.
El seu poble natal l'honorà amb una estàtua, obra de l'escultor François Vancack, que es pot veure a l'església parroquial.